# Taipeis tunnelbana
Taipeis tunnelbana (traditionell kinesiska: 台北大眾捷運系統, pinyin: Táiběi Dàzhòng Jiéyùn Xìtǒng), också känd som MRT, Metro Taipei, TRTS (från engelska Taipei Rapid Transit System) eller, på kinesiska, Jieyun (捷運), är Taipeis (huvudstaden i Taiwan) tunnelbanesystem. Systemet består av både traditionell tunnelbana, högbana VAL och förarlösa tåg. Den totala längden är 146 km och det finns sex linjer med totalt 131 tunnelbanestationer. Det görs cirka 765 miljoner resor med tunnelbanan per år (2018). Det första tåget körde den 28 mars 1996 och den senaste linjen öppnade 31 januari 2020.

## Linjer
- Brown line, Zoo de Taipei ↔ Parc d'exposition de Nangang
- Red line, Tamsui ↔ Xiangshan, Beitou ↔ Xinbeitou
- Green line, Songshan ↔ Xindian, Qizhang ↔ Xiaobitan
- Orange line, Nanshijiao ↔ Luzhou / Huilong
- Blue line, Parc d'exposition de Nangang ↔ Dingpu
- Yellow line,   New Taipei Industrial Park ↔ Dapinglin

## Rullande materiel

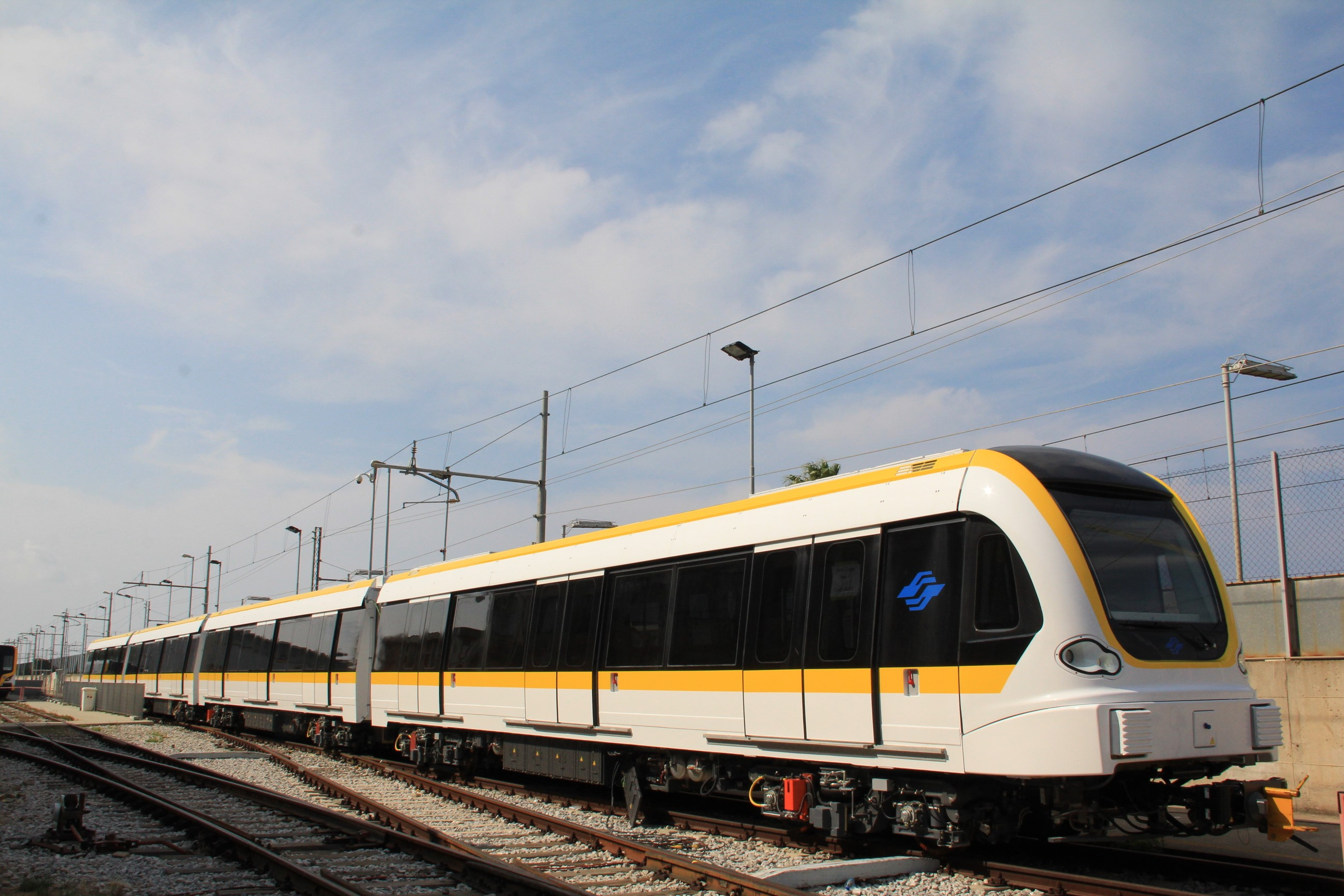
Föralöst tåg på gula linjen

Bruna linjen, som var den första som byggdes, har förarlösa tåg med 2+2 vagnar som går på gummihjul (VAL) från Alstom och Bombardier Transportation. Spårvidden är 1 880 mm (bredspår) och man har totalt 304 vagnar (76 tåg).
Gula linjen, som är den nyaste, har förarlösa tåg av samma typ som på bland annat Köpenhamns metro. Man har 17 tåg med vardera 4 vagnar från Ansaldobreda, numera Hitachi som går på räls med spårvidden 1 435 mm (normalspår).
De övriga linjerna har motorvagnståg från olika tillverkare som går på räls med spårvidden 1 435 mm. Man förfogar över totalt 849 vagnar som körs i 140 tåg med sex vagnar vardera samt tre tåg med tre vagnar vardera på två matarlinjer.

## Incidenter
21 maj 2014 utsattes passagerarna på ett tåg nära Jiangzicui station på för en oprovocerad knivattack.  Förövaren, en 21-årig man, dödade fyra personer och skadade minst 21.

## Galleri

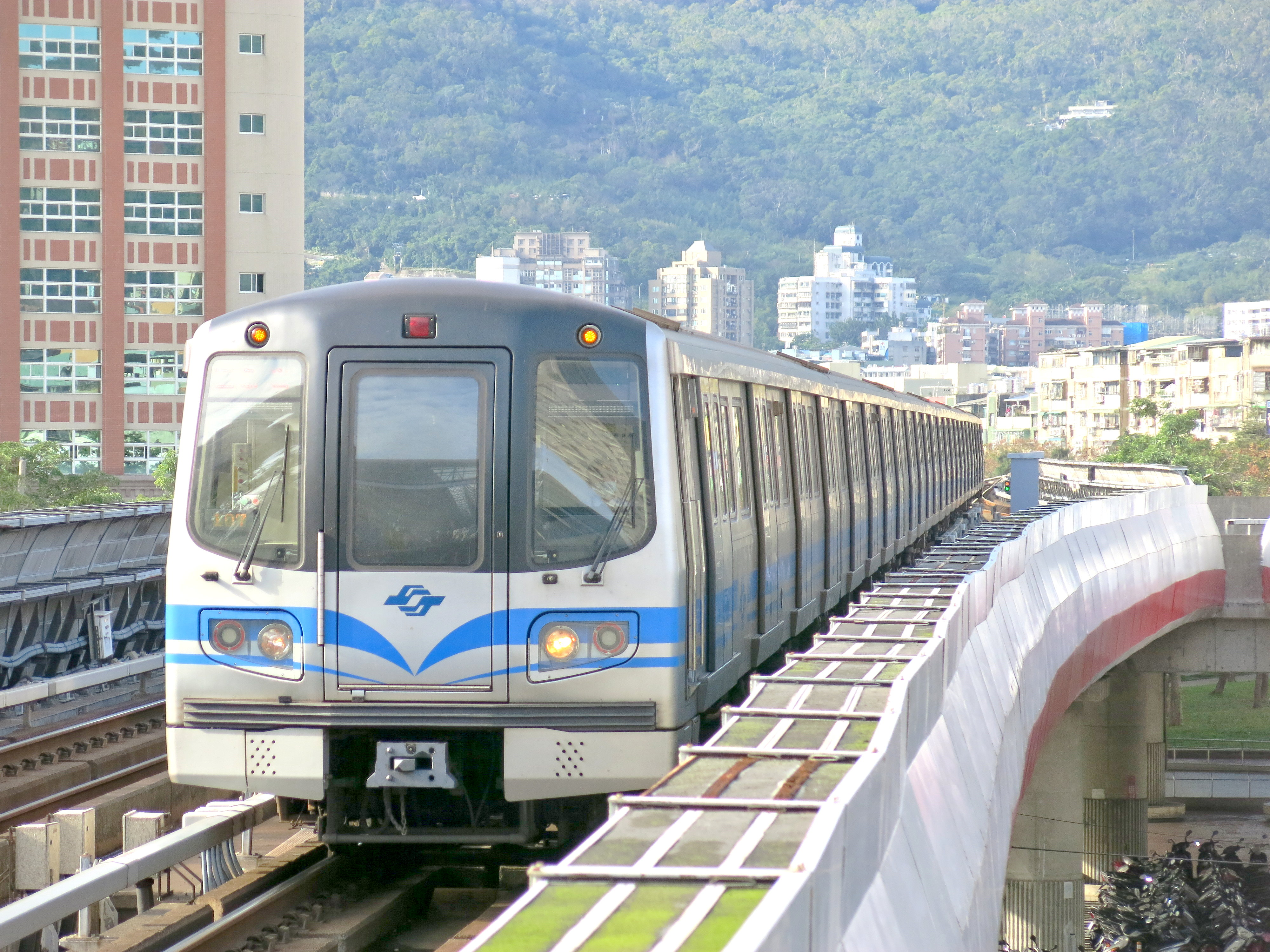
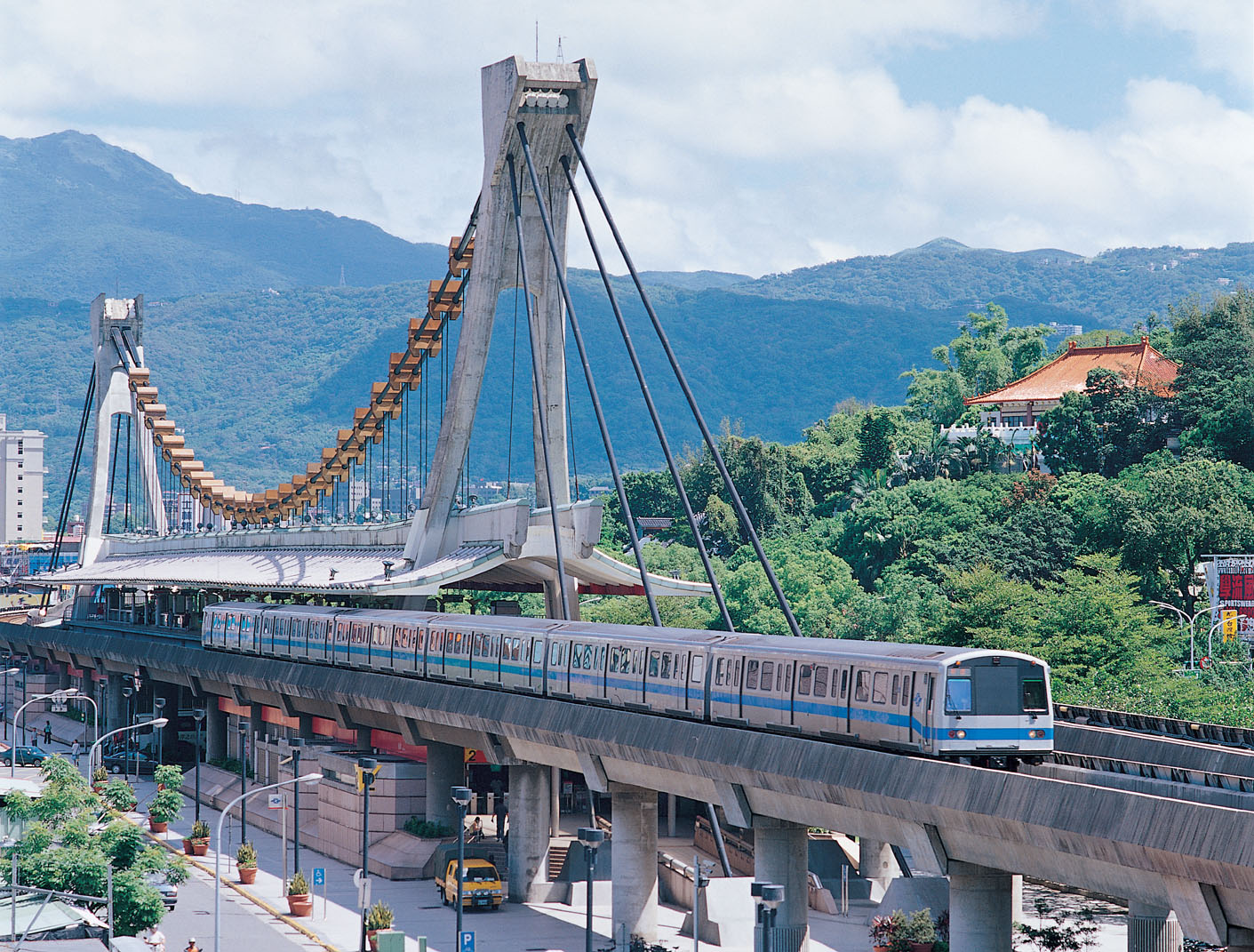
Jiantan station
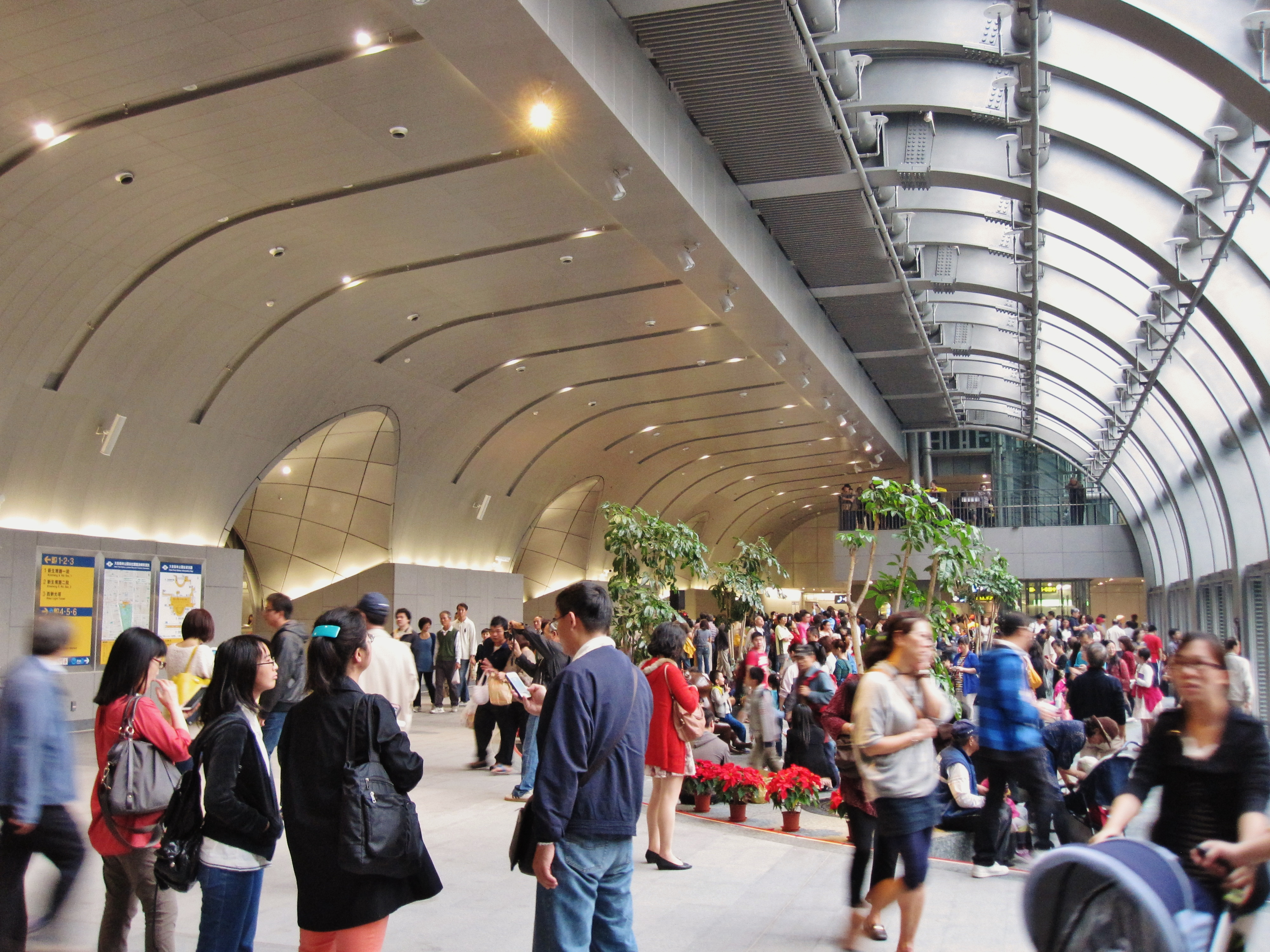
Daan Park station